# Terrie Ex

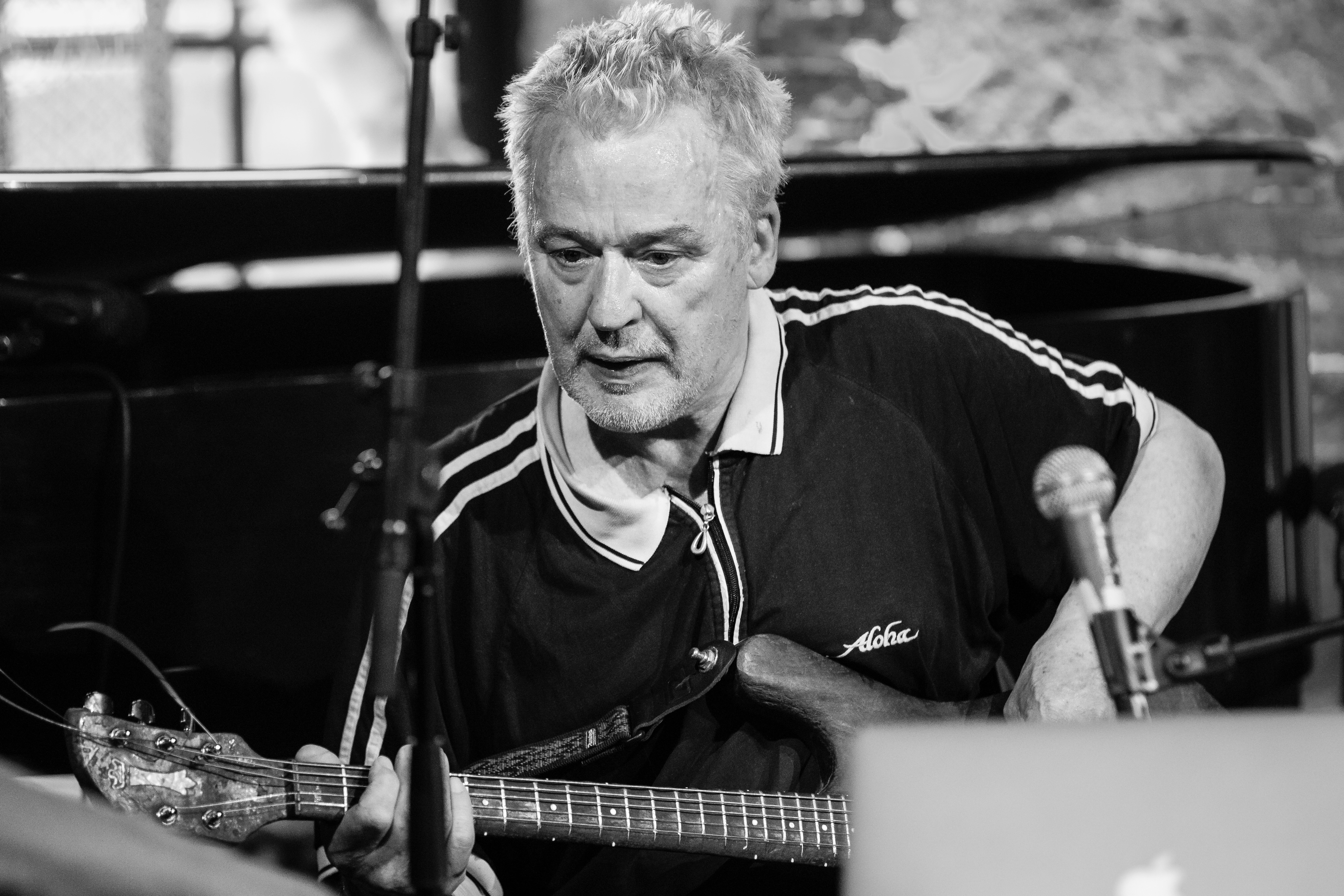
Terrie Ex auf der Bühne in Smeltehytta, Kongsberg 2024
Foto von Tore Sætre

Terrie Ex (* 1955 in Amsterdam als Terrie Hessels) ist ein niederländischer Postpunk- und Improvisationsmusiker (Gitarre), der mit der Anarcho-Punk-Band The Ex bekannt wurde.

## Wirken
Ex begann als Autodidakt mit dem Gitarrenspiel, als er im Amsterdamer Häuserkampf einer der Gründer der Band The Ex wurde; keiner in der Band wollte zunächst Gitarre spielen. Bis heute gehört er (als einziges verbliebenes Gründungsmitglied) zu The Ex. Daneben begann er bereits früh, genreübergreifend zu improvisieren. Bald spielte er mit Han Bennink, mit dem die Duoalben The Laughing Owl und  Zeng! entstanden. Mit Andy Moor, Wolter Wierbos, Ab Baars und Michael Vatcher musizierte er 1995 in dem Film Sounds of Bells. 1996 nahm er ein Sabbatical und reiste mit seiner Partnerin durch 21 Länder Afrikas. In der Gruppe The Ex trat er gemeinsam mit Sonic Youth und mit dem ICP Orkest auf.
Ex veröffentlichte Alben mit Rozemarie Heggen, Ab Baars, Xavier Charles, Jaap Blonk und Kaja Draksler. Mit Massimo Pupillo und Paal Nilssen-Love spielte er im Trio OffOnOff, mit Ken Vandermark, Andy Moor und Paal Nilssen-Love in der Gruppe Lean Left, mit der bis 2020 sieben Alben entstanden (zunächst Lean Left Volume 1). Mit Vandermarks Tentett Entr’acte entstand das Album Soigne ta droite. Weiterhin arbeitete er mit Herman Brood, Herr Seele, Kamagurka, Jan Mulder, den Mekons, Chumbawamba, Peter Brötzmann, Hamid Drake, Jan Akkerman, Butch Morris, Mats Gustafsson, Roy Paci, Ig Henneman, Tim Hodgkinson, Saadet Türköz, Peter Evans, Nate Wooley, Noël Akchoté und Akira Sakata.
Im Jahr 2000 startete er sein Label TERP, auf dem er auch Musik von Tsehaytu Beraki, Gétatchèw Mèkurya, Konono No.1 und Mohammed Jimmy Mohammed veröffentlichte.